# Quận Cook, Minnesota
Quận Cook là một quận Minnesota, Hoa Kỳ. Quận lỵ đóng ở Grand Marais 6. Theo điều tra dân số năm 2000 của Cục Thống kê Dân số Hoa Kỳ, quận có dân số 5168 người 2.

## Địa lý
Theo Cục Thống kê Dân số Hoa Kỳ, quận có diện tích tổng cộng 3.340 dặm vuông Anh (8.650,6 km2), trong đó có 1.889 dặm vuông Anh (4.892,5 km2)  là diện tích mặt nước.

### Quận giáp ranh
- Huyện Rainy River, Ontario Canada (tây bắc)
- Huyện Thunder Bay, Ontario Canada (bắc, đông bắc)
- Quận Lake, Minnesota (tây)
- Quận Ashland, Wisconsin (nam, qua mặt nước hồ Superior)
- Quận Keweenaw, Michigan (đông, qua mặt nước hồ Superior, gần đảo Royale)
- Quận Ontonagon, Michigan (đông nam, qua mặt nước ở hồ Superior)

### Xa lộ
- Minnesota State Highway 61

## Thông tin nhân khẩu
Theo điều tra dân số 2 năm 2000, quận đã có dân số 5.168 người, 2.350 hộ gia đình, và 1.438 gia đình sống trong quận. Mật độ dân số là 4 người trên một dặm vuông (1/km ²). Có 4.708 đơn vị nhà ở mật độ trung bình của 3 trên một dặm vuông (1/km ²). Cơ cấu chủng tộc của dân cư quận gồm 89,45% người da trắng, 7,59% người Mỹ bản xứ, 0,33% ở châu Á, 0,29% da đen hay Mỹ gốc Phi, 0,04% các đảo Thái Bình Dương, 0,25% từ các chủng tộc khác, và 2,05% từ hai hoặc nhiều chủng tộc. 0,75% dân số là người Hispanic hay Latino thuộc một chủng tộc nào. 21,6% là gốc Đức, gốc Na Uy 17,7%, 11,5% người gốc Thụy Điển, Ailen 7,2% và 5,4% gốc Anh theo điều tra dân số năm 2000.
Có 2.350 hộ, trong đó 24,40% có trẻ em dưới 18 tuổi sống chung với họ, 52,00% là đôi vợ chồng sống với nhau, 6,10% có một chủ hộ nữ và không có chồng, và 38,80% là các gia đình không. 32,50% hộ gia đình đã được tạo ra từ các cá nhân và 10,80% có người sống một mình 65 tuổi hoặc lớn tuổi hơn là người. Cỡ hộ trung bình là 2,17 và cỡ gia đình trung bình là 2,73. 

Tháp tuổi theo điều tra dân số năm 2000

Trong quận dân số được trải ra với 20,40% dưới độ tuổi 18, 5,40% 18-24, 25,80% 25-44, 31,20% từ 45 đến 64, và 17,20% từ 65 tuổi trở lên người. Độ tuổi trung bình là 44 năm. Đối với mỗi 100 nữ có 99,70 nam giới. Đối với mỗi 100 nữ 18 tuổi trở lên, đã có 98,50 nam giới. 
Thu nhập trung bình của một hộ gia đình trong quận đạt 36.640 USD, và thu nhập trung bình cho một gia đình là 47.132 USD. Phái nam có thu nhập trung bình 31.211 USD so với 23.650 USD của phái nữ. Thu nhập bình quân đầu người là 21.775 USD. Có 8,10% gia đình và 10,10% dân số sống dưới mức nghèo khổ, bao gồm 12,20% những người dưới 18 tuổi và 6,80% của những người 65 tuổi hoặc hơn.